# Мемориал жертвам фашизма (Сосница)
Мемориал жертвам фашизма или Братская могила мирных жителей, расстрелянных в 1941-1943 годах — памятник истории местного значения на окраине пгт Сосница в урочище Ров.

## История
Решением исполкома Черниговского областного совета народных депутатов трудящихся от 31.05.1971 № 286 присвоен статус памятник истории местного значения с охранным № 1739.

## Описание
Памятный знак был установлен в 1971 году на окраине пгт Сосница — неподалёку от кладбища — на месте расстрела немецко-фашистскими захватчиками 863 жителей Сосницкого района.
Памятный знак представляет из себя гранитный обелиск на высоком одернированном холме (высота 14 м). К площади вокруг обелиска ведёт выложенный плитками пандус, одна сторона которого организованный стенами 7-метровой высоты. На стеле закреплены плиты с именами погибших, сверху высечена надпись: «Тут у 1943 році було розстріляно фашистами 863 мирних жителів Сосницького району» («Тут в 1943 году было расстреляно фашистами 863 мирных жителя Сосницкого района»). Автор — архитектор М. Я. Призант.